# نوریکاتسو سایکاوا
نوریکاتسو سایکاوا (به ژاپنی: 齋川哲克) زاده ۱۱ مارس ۱۹۸۶، کشتی گیر کشور ژاپن است. از افتخارات وی می‌توان به کسب مدال برنز بازی‌های آسیایی ۲۰۱۴ اشاره کرد. وی در المپیک ۲۰۱۲ لندن در وزن ۹۶ کیلو حاضر بود در دور اول از جیمی لیدبرگ کشتی گیر سوئدی شکست خورد و با توجه به حذف این کشتی گیر در دور بعد، از دور رقابت ها کنار رفت.